# 床波バイパス

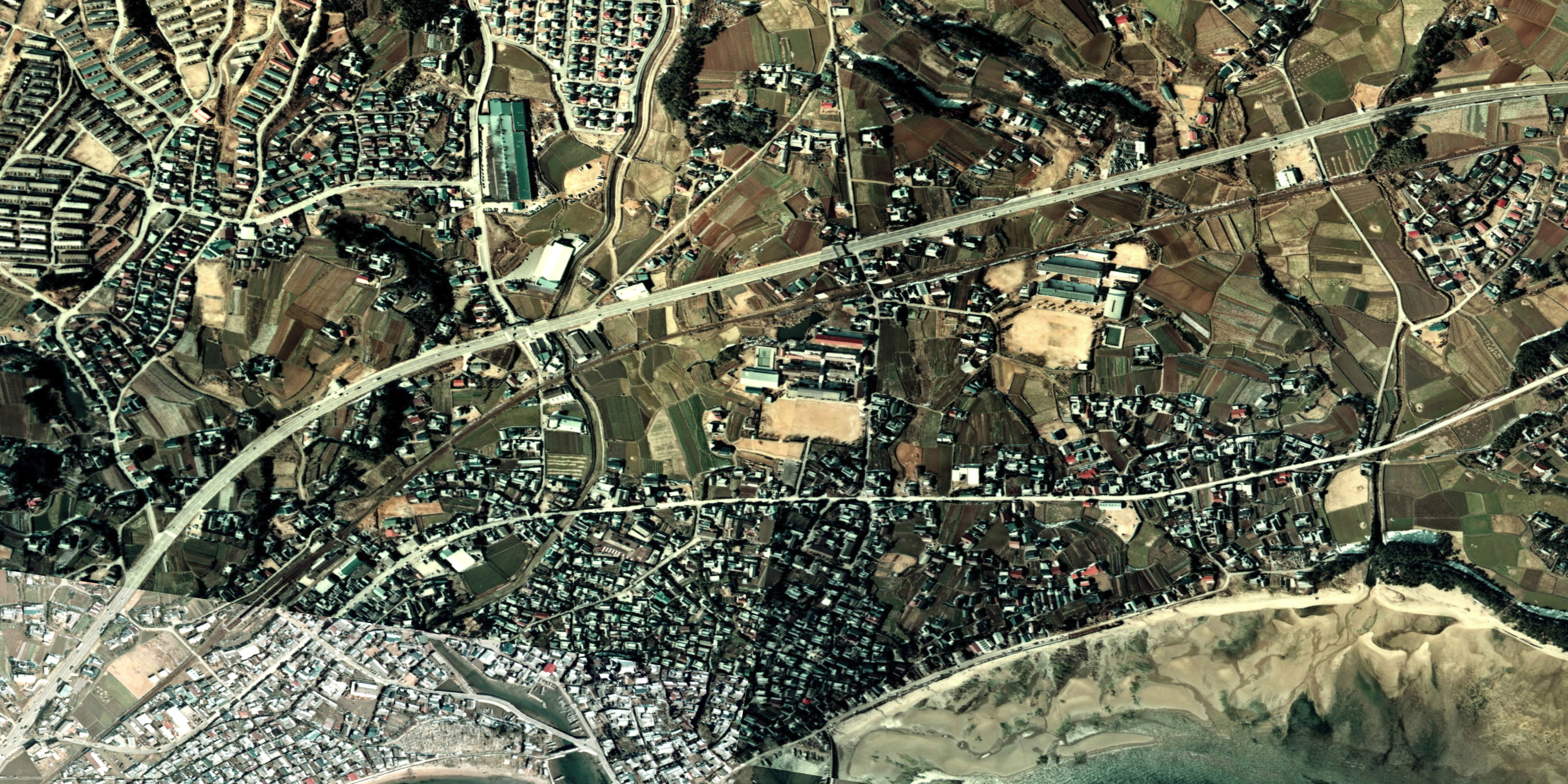
床波バイパス上空画像（1974年）
当時は歩道の無い4車線道路 -

床波バイパス（とこなみバイパス）は、山口県宇部市西岐波吉田から同市西岐波今村南に至る道路（一般国道190号バイパス）である。

## 概要
かつて、国道190号は宇部市東部の西岐波地区（旧西岐波村）の中心集落である床波（とこなみ）地区を通過していた。この区間は、宇部市と山口市を結ぶ幹線道路として交通量が増大していた上に、歩道のない2車線道路であったことや、踏切を2度交差することから頻繁に交通渋滞が発生し、交通安全上の問題も生じていた。一方、床波駅を中心とした沿線地域では市街化が進展し、現道の拡幅は困難であったことから、宇部線の北側に既存市街地を迂回する形でバイパス道路が建設された。
新設のバイパス道路区間は1967年（昭和42年）に全線開通し、バイパス沿線にはロードサイド店舗が多く立地している。一方で、生活道路となった旧道沿線の市街地では開通前と大きな変化は見られず、旧来の市街地がほぼ更新されることなく残存している。

### 路線データ
- 起点 : 山口県宇部市西岐波吉田（西岐波吉田交差点=国道190号現道と接続）
- 終点 : 山口県宇部市西岐波今村南（江頭交差点=国道190号現道と接続）
- 路線延長 : 2.8 km
- 幅員 : 16 m
- 車線数 : 2車線（開通時は4車線、両外側の車線を歩道に転用）
路線データの出典：[1]

## 歴史
- 1967年（昭和42年） - 4車線で全線開通[1][2]。
- 1970年代 - 両外側の車線を歩道に転用し、2車線となる。

## 路線状況
開通時は歩道の無い4車線道路であったが、両外側の車線を歩道に転用した際に2車線となった。なお、バイパス区間は全線が宇部市都市計画道路柳ヶ瀬丸河内線に指定されており、幅員28m（4車線）での整備が予定されている。また、当バイパス以西は労災病院入口交差点（小野田バイパス）までほぼ4車線以上で整備されている。

### 通称
この路線は、一般的な道路地図においてバイパス名が記載されていることは少ない。地元住民は「床波バイパス」あるいは、単に「バイパス」と呼ぶ場合もある。

## 地理

### 通過する自治体
- 山口県
  - 宇部市

### 自然
- 沢波川

### 交差する道路
- 上側が起点側、下側が終点側。左側が上り側、右側が下り側。
- 交差する道路の特記が無いものは市道。

| 交差する道路                              | 交差する道路                | 交差する場所 | 交差する場所 | 岡屋から (km) |
| ----------------------------------------- | --------------------------- | ------------ | ------------ | ------------- |
| 国道190号 山口・小郡方面                  |                             |              |              |               |
| －                                        | 宇部市道（旧・国道190号線） | 宇部市       | 西岐波吉田   | 11.5          |
| 山口県道219号西岐波吉見線                 |                             | 宇部市       | 宇部市床波   | 13.0          |
| 宇部市道（旧・山口県道219号西岐波吉見線） |                             | 宇部市       | 西岐波権代   | 13.4          |
| －                                        | 宇部市道（旧・国道190号線） | 宇部市       | 江頭         | 14.3          |
| 国道190号 宇部・山陽小野田方面            |                             |              |              |               |

### 沿線の主な施設
- アルク西岐波店
- 宇部市立西岐波小学校
- 宇部市立西岐波中学校
- 床波駅